# آرا بابلویان
آرا ساینی بابلویان (ارمنی: Արա Սայենի Բաբլոյան؛ زادهٔ ۵ مهٔ ۱۹۴۷) سیاست‌مدار و پزشک اهل ارمنستان است که از تاریخ ۱۹۹۱ تا تاریخ ۱۹۹۷ در دولت سمت وزیر بهداشت جمهوری ارمنستان را برعهده داشت. بابلویان همچنین وی نماینده دوره‌های چهارم تا ششم مجلس ملی جمهوری ارمنستان بوده است.

## زندگی
وی در ۵ مهٔ ۱۹۴۷ در ایروان به دنیا آمد و از دانشگاه پزشکی دولتی ایروان فارغ‌التحصیل شد. وی همچنین برنده مدال مخیتار هراتسی و جایزه پوغوسیان شده است.